# Caritas Romana (obraz Petera Paula Rubensa)
Caritas Romana – obraz flamandzkiego malarza Petera Paula Rubensa namalowany ok. 1612 roku w okresie klasycznym mistrza.

## Historia obrazu
Pierwotnie obraz nosił tytuł Córka karmiąca ojca piersią w lochach i pod takim był zapisany w spisie inwentarza po śmierci Rubensa. Został sprzedany nieznanemu kolekcjonerowi, a następnie trafił w posiadanie biskupa Brugii Carla van der Boscha. Do Ermitażu został kupiony w 1768 roku z kolekcji Coblenza z Brukseli. W 1828 roku został uznany przez badacza twórczości mistrza D. A. Smitha za kopię. Opinię tę potwierdził inny badacz w 1864 roku i obraz został przeniesiony do magazynów galerii. Dopiero w 1905 roku, po ponownym zbadaniu dzieła, uznano je za oryginalną pracę Rubensa.

## Tematyka obrazu
Przedstawiony na obrazie motyw Caritas Romana pochodzi z dzieła rzymskiego pisarza z I wieku n.e. Waleriusza Maksymiusa, Factorum dictorumque memorabilum, libri IX. Historia kobiety Pero, która uratowała ojca Cymona od śmierci głodowej karmiąc go piersią, pochodzi z jeszcze wcześniejszych źródeł hellenistycznych i była często przedstawiana na freskach z czasów rzymskich.

## Wersje dzieła
Rubens namalował kilka obrazów o tej tematyce, za każdym razem o odmiennej kompozycji. W omawianym obrazie, znajdującym się w Ermitażu, artysta przedstawił ludzi na tle kamiennej ściany, w manierze starożytnego reliefu. Postacie wkomponował w formę trójkąta, akcentując przy tym ich równowagę.
Starzejący się, owdowiały malarz powrócił do tematyki Caritas Romana w związku z przypływem natchnienia, jaki zawdzięczał Helenie Fourment – swojej drugiej żonie. Poślubił ją w 1630. Jednym z wielu dzieł, które stworzył w tym samym roku, był obraz znany jako Cymon i Pero, na którym przez okno więzienia zaglądają dwaj rzymscy strażnicy.
Ten sam motyw malowało wielu innych artystów, m.in. Dirck van Baburen, Charles Mellin, Bernardino Luini, Jean-Baptiste Greuze, Matthias Meyvogel, Giovanni Antonio Galli, Carlo Francesco Nuvolone, Johann Zoffany.